# Lijst van personen geboren in Tokio
Dit is een chronologische lijst van personen geboren in Tokio.

## Voor 1900

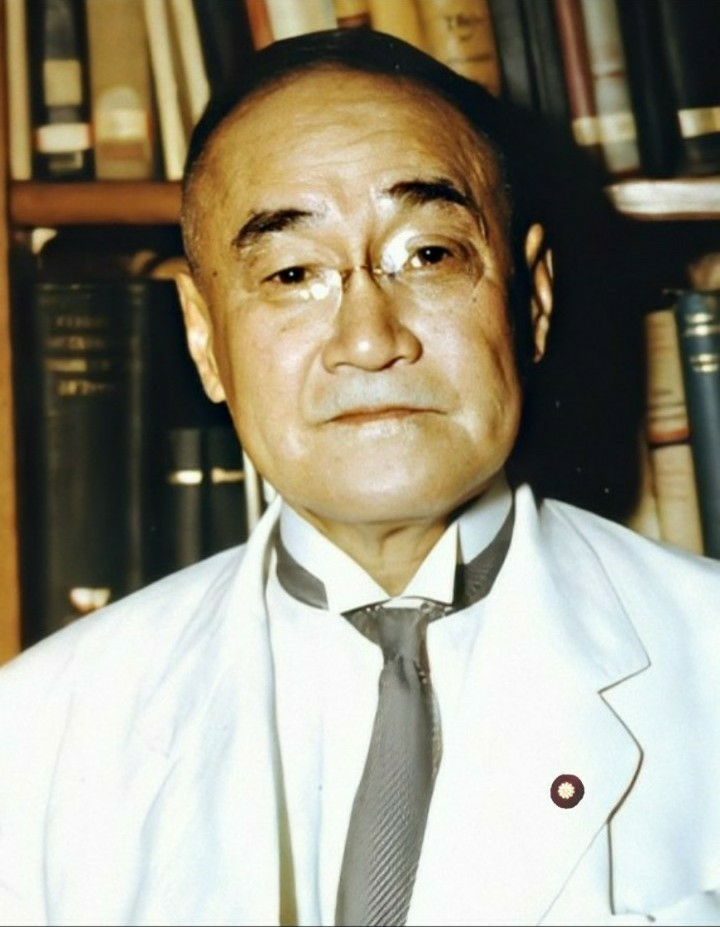
Premier Shigeru Yoshida (1878-1967)

- Katsushika Hokusai (1760-1849), kunstenaar
- Ando Hiroshige (1797-1858), kunstenaar
- Tsukioka Yoshitoshi (1839-1892), kunstenaar
- Takahashi Korekiyo (1854-1936), premier van Japan (1921-1922)
- Natsume Soseki (1867-1916), schrijver
- Shigeru Yoshida (1878-1967), premier van Japan (1946-1947,1948-1954)
- Kafu Nagai (1879-1959), schrijver
- Taisho (1879-1926), keizer van Japan
- Hideki Tojo (1884-1948), militair en premier van Japan (1941-1944)
- Junichiro Tanizaki (1886-1965), schrijver
- Kosaku Yamada (1886-1965), componist en dirigent
- Tsuguharu Foujita (Léonard Foujita) (1886-1968), Japans-Frans schilder, tekenaar, graveur, illustrator, ceramist, fotograaf, cineast en modeontwerper
- Fumimaro Konoe (1891-1945), premier van Japan (1937-1939,1940-1941)
- Ryunosuke Akutagawa (1892-1927), schrijver
- Richard Coudenhove-Kalergi (1894-1972), Oostenrijks schrijver, politicus en stichter van de Paneuropese Unie
- Kenji Mizoguchi (1898-1956), regisseur

## 1900-1919

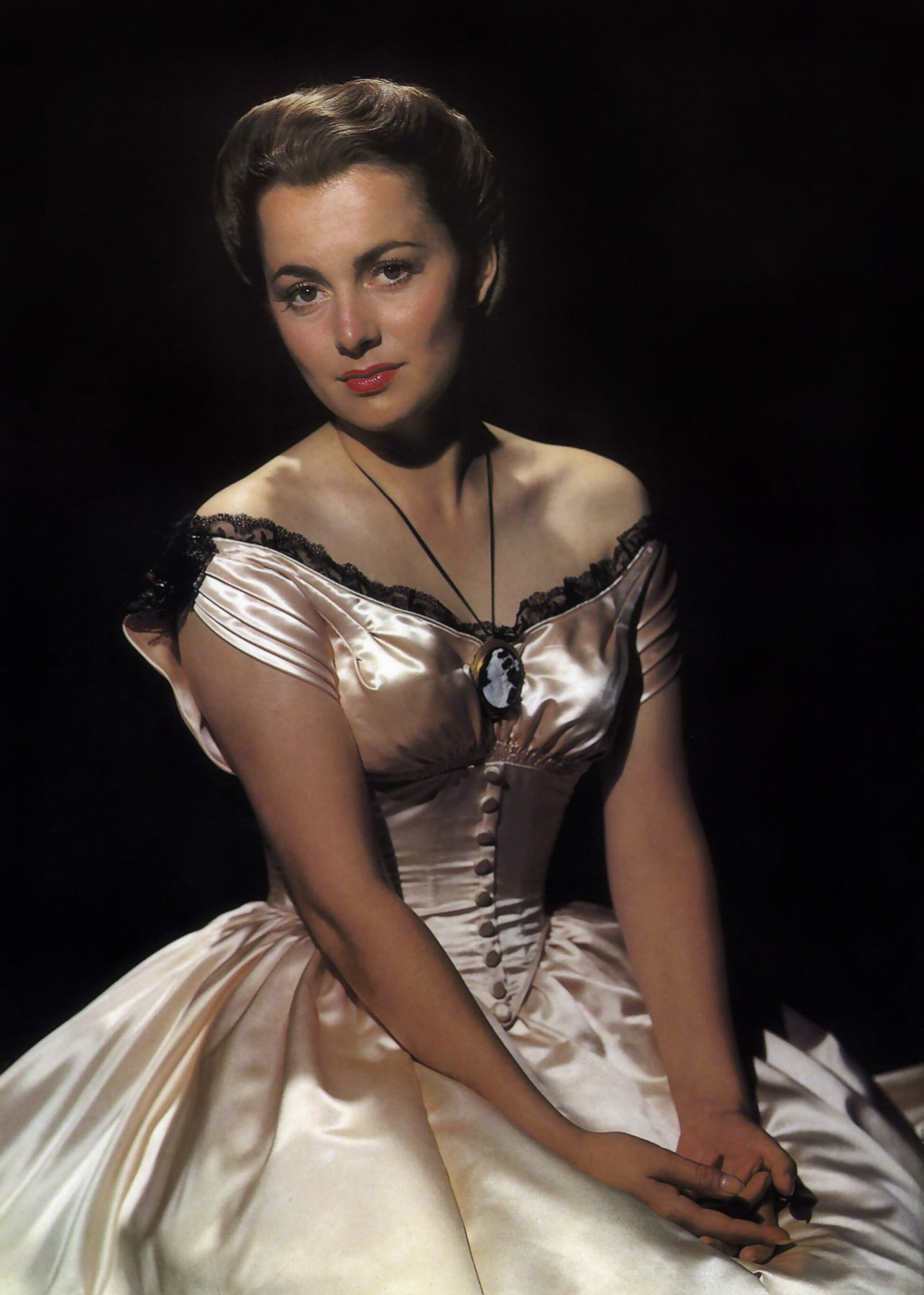
Actrice Olivia de Havilland (1916-2020)

- Hirohito (1901-1989), keizer van Japan
- Nagako Kuni (1903-2000), keizerin van Japan
- Yasujiro Ozu (1903-1963), regisseur
- Tomojiro Ikenouchi (1906-1991), componist en muziekpedagoog
- Shinichiro Tomonaga (1906-1979), natuurkundige en Nobelprijswinnaar (1965)
- Yoritsune Matsudaira (1907-2001), componist en pianist
- Hideki Yukawa (1907-1981), theoretisch natuurkundige en Nobelprijswinnaar (1949)
- Akira Kurosawa (1910-1998), regisseur
- Kunihiko Kodaira (1915-1977), wiskundige
- Takahito (1915-2016), prins van Japan
- Olivia de Havilland (1916-2020), Amerikaans actrice
- Joan Fontaine (1917-2013), Amerikaans actrice; zus van Olivia de Havilland
- Shuichi Kato (1919-2008), schrijver

## 1920-1929

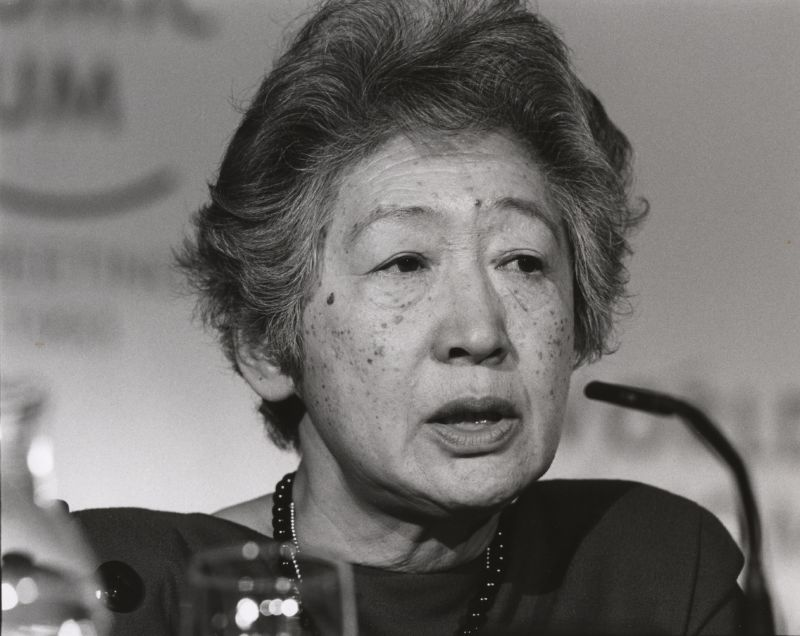
Diplomate Sadako Ogata (1927-2019)

- Franklin J. Schaffner (1920-1989), Amerikaans filmregisseur
- Shusaku Endo (1923-1996), schrijver
- Yoshinao Nakada (1923-2000), componist en muziekpedagoog
- Kobo Abe (1924-1993), schrijver
- Ikuma Dan (1924-2001), componist en dirigent
- Takanobu Saito (1924-2004), componist en dirigent
- Tomisaku Kawasaki (1925-2020), kinderarts (ziekte van Kawasaki)
- Yukio Mishima (1925-1970), schrijver
- Sadako Ogata (1927-2019), diplomate; was van 1990-2000 hoge commissaris voor de Vluchtelingen
- Hiroshi Teshigahara (1927-2001), filmmaker
- Daisaku Ikeda (1928-2023), filosoof, auteur en activist
- Akio Yashiro (1929-1976), componist en muziekpedagoog

## 1930-1939

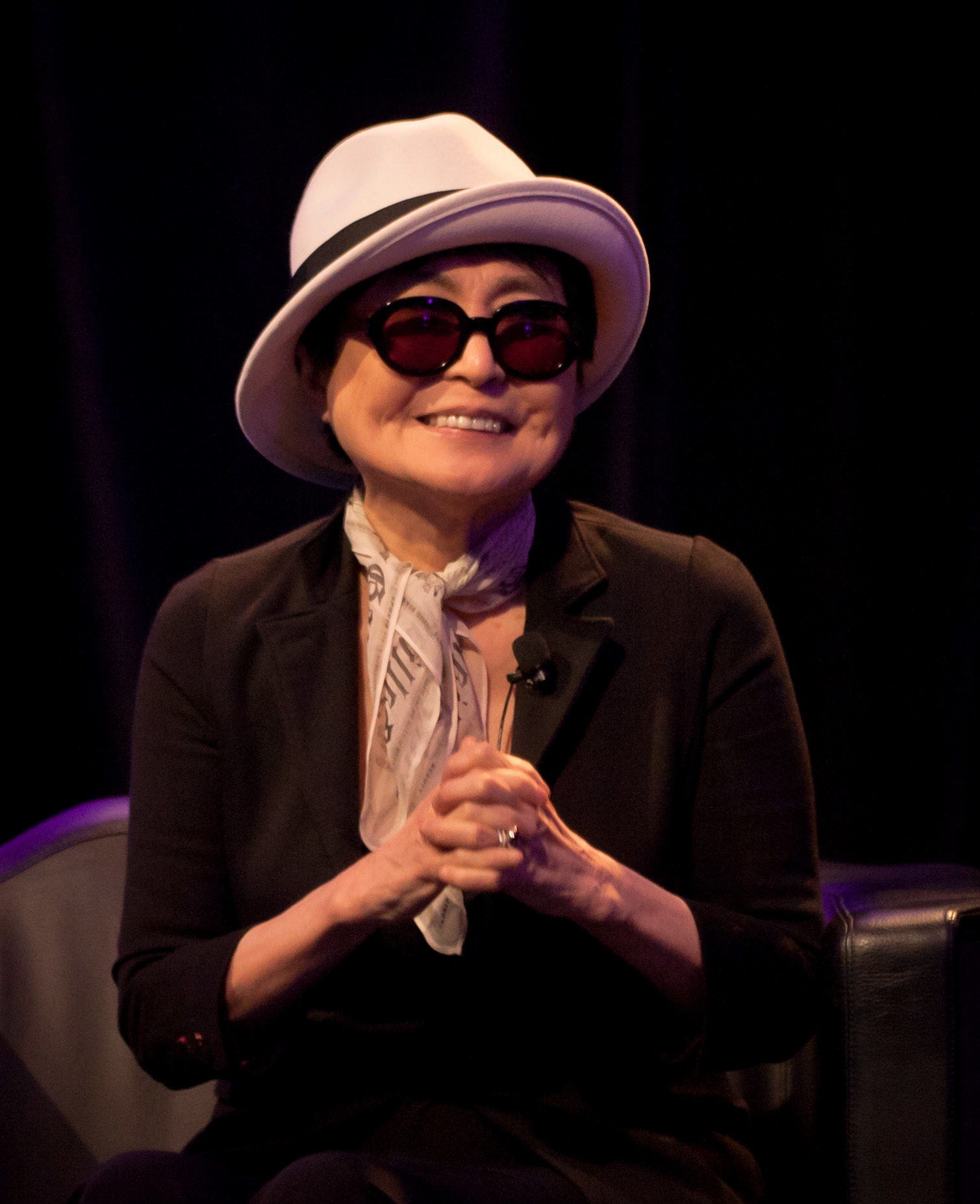
Artieste Yoko Ono (1933)

- Toru Takemitsu (1930-1996), componist
- Hikaru Hayashi (1931-2012), componist, pianist en dirigent
- Yoriaki Matsudaira (1931-2023), componist en biofysicus
- Kakuichi Mimura (1931-2022), voetballer
- Koichi Sugiyama (1931-2021), componist en dirigent
- Yuzo Toyama (1931-2023), componist en dirigent
- Masaru Imada (1932-2025), jazzpianist- en componist
- Isao Tomita (1932-2016), componist
- Naozumi Yamamoto (1932-2002), componist en dirigent
- Akihito (1933), keizer van Japan
- Akira Miyoshi (1933-2013), componist en muziekpedagoog
- Yoko Ono (1933), kunstenares en muzikante
- Isao Suzuki (1933-2022), jazzcontrabassist
- Michiko Shoda (1934), keizerin van Japan
- Koichi Uzaki (1935), componist en muziekpedagoog
- Hiroshi Hoshina (1936), componist, muziekpedagoog en dirigent
- Masako Nozawa (1936), actrice en stemactrice
- Hideki Shirakawa (1936), scheikundige en Nobelprijswinnaar (2000)
- Keiko Abe (1937), componiste en marimbabespeelster
- Gemba Fujita (1937-2013), componist, muziekpedagoog en dirigent
- Liv Ullmann (1938), Noors film- en toneelactrice, filmregisseur en schrijfster
- Tetsuya Chiba (1939), mangaka

## 1940-1949

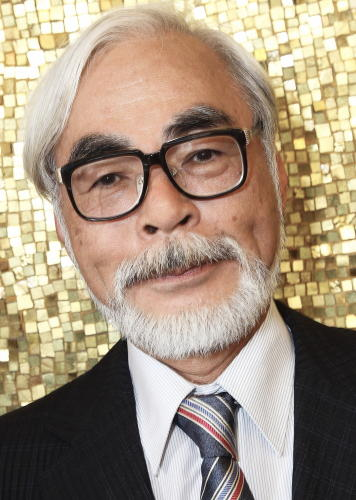
Regisseur Hayao Miyazaki (1941)

- Nobuyoshi Araki (1940), fotograaf en kunstenaar
- Kunimitsu Takahashi (1940-2022), motor- en autocoureur
- Hiroaki Kuwahara (1941), componist en dirigent
- Hayao Miyazaki (1941), filmregisseur, -producent, scenarioschrijver, animator, auteur en mangaka
- Kenjiro Urata (1941), componist en muziekpedagoog
- Toyohiro Akiyama (1942), ruimtevaarder en journalist
- Fighting Harada (1943), bokser
- Atsutada Otaka (1944), componist en muziekpedagoog
- Togo Igawa (1946), acteur en stemacteur
- Yukio Hatoyama (1947), premier van Japan
- Takeshi Kitano (1947), regisseur en acteur
- Eiji Kusuhara (1947-2010), acteur en stemacteur
- Toshie Kihara (1948), shojo mangaka
- Hiroshi Sugimoto (1948), fotograaf
- Yoshihito (1948-2014), prins van Japan
- Murasaki Yamada (1948-2009), essayist en mangaka
- Hiroshi Fukumura (1949),  jazzmusicus

## 1950-1959

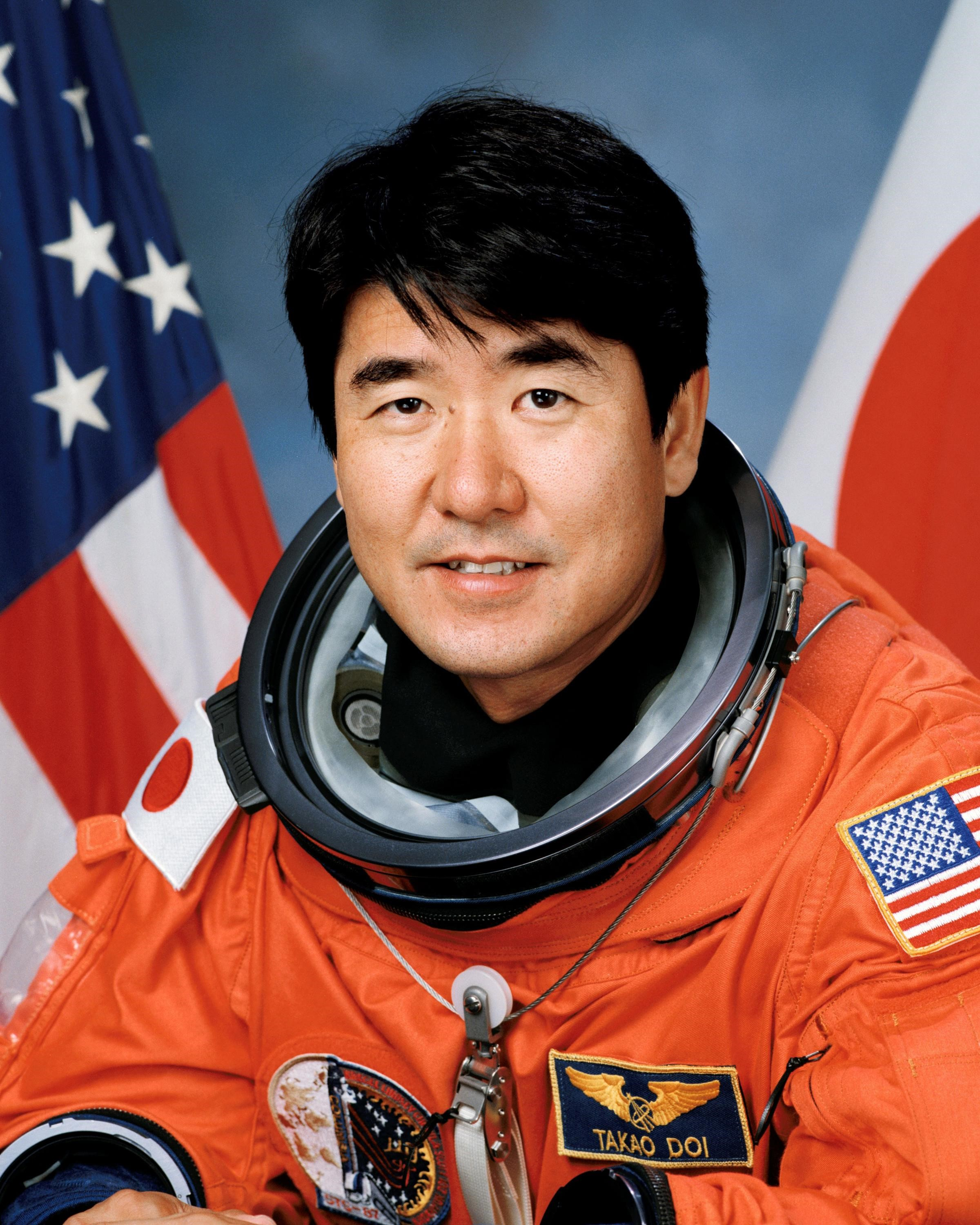
Ruimtevaarder Takao Doi (1954)

- Cary-Hiroyuki Tagawa (1950), acteur
- Isao Matsushita (1951-2018), componist, muziekpedagoog en dirigent
- Kaori Momoi (1951), actrice
- Mamoru Oshii (1951), regisseur en mangaka
- Osamu Akimoto (1952), mangaka
- Kazuto Miyazawa (1952), componist en muziekpedagoog
- Kazuhiro Morita (1952), componist en arrangeur
- Ryuichi Sakamoto (1952-2023), musicus, componist en acteur
- Masami Kurumada (1953), mangaka
- Ikue Mori (1953), drumster, componist en grafisch ontwerper
- Ichiro Nodaira (1953), componist, muziekpedagoog en pianist
- Norihito (1954-2002), prins van Japan
- Takao Doi (1954), ruimtevaarder
- Akira Mitake (1956), componist, arrangeur en pianist (keyboarder)
- Shigeru Ban (1957), architect
- Yasushi Akimoto (1958), muziekproducent en tekstschrijver
- Toshio Nakagawa (1958), componist en pianist
- Hiroaki Zakoji (1958-1987), componist en pianist
- Toshio Masuda (1959), componist
- Toshihiko Sahashi (1959), componist

## 1960-1969
- Naruhito (1960), keizer van Japan

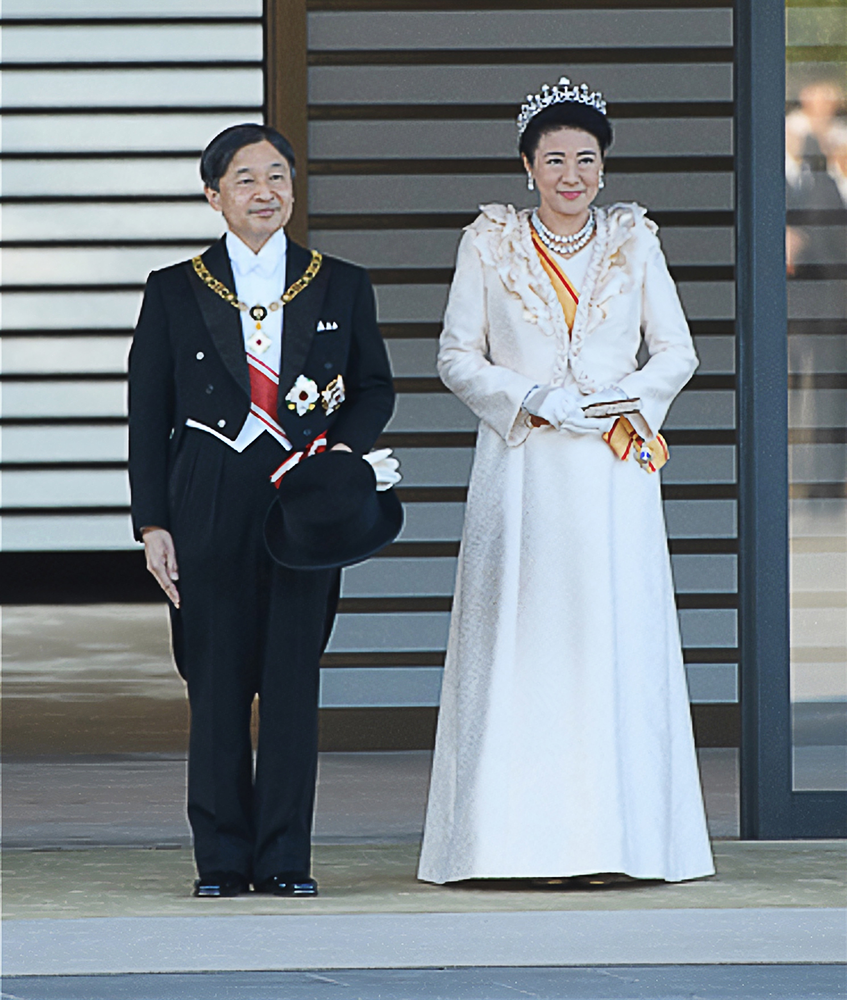
Keizer Naruhito (1960) en keizerin Masako (1963)

- Toshinari Iijima (1960), componist en muziekpedagoog
- Hitoshi Iwaaki (1960), mangaka
- Shinya Tsukamoto (1960), regisseur en acteur
- Naoki Urasawa (1960), mangaka
- Keiko Matsui (1961), pianiste en componiste
- Akira Miyagawa (1961), componist, muziekpedagoog, dirigent en pianist
- Kazuki Takahashi (1961-2022), mangaka en spelontwerper
- Makoto Tezuka (1961), regisseur
- Ryotaro Abe (1962), componist en muziekpedagoog
- Tomoyasu Asaoka (1962-2021), voetballer
- Takashi Murakami (1962), kunstenaar
- Kyoko Okazaki (1963), mangaka
- Masako Owada (1963), keizerin van Japan
- Yukio Kikuchi (1964), componist
- Kazuhiko Koyama (1964), componist, muziekpedagoog en dirigent
- Banana Yoshimoto (1964), schrijfster
- Eiji Suzuki (1965), componist
- Fumihito (1965), prins van Japan
- Jyoji Morikawa (1966), mangaka
- Satoshi Tomiie (1966), dj/producer
- Kazumi Totaka (1967), componist
- Mari Yamazaki (1967), mangaka
- Ken Akamatsu (1968), mangaka
- Sachiko Fujita (1968), volleybal- en beachvolleybalspeler
- Akihiko Hoshide (1968), ruimtevaarder
- Masakazu Natsuda (1968), componist, muziekpedagoog en dirigent
- Ko Shishikura (1968), componist, muziekpedagoog, dirigent en hoboïst
- Fumio Tamura (1968), componist, muziekpedagoog en dirigent
- Sayako Kuroda (1969), voormalig prinses van Japan

## 1970-1979

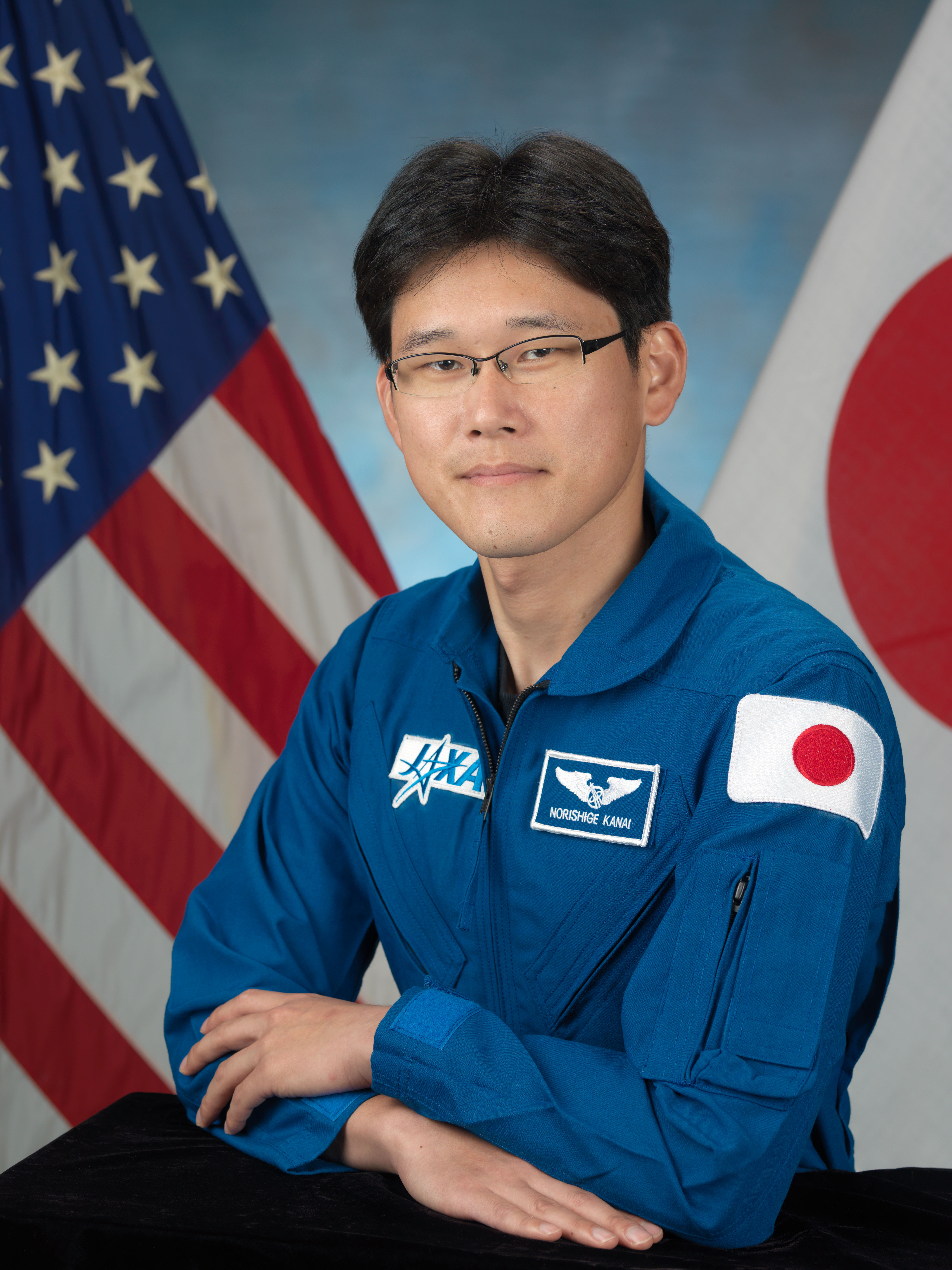
Ruimtevaarder Norishige Kanai (1976)

- Masahiro Sakata (1970), componist, pianist en hoornist
- Nobuhiro Watsuki (1970), mangaka
- Moyoco Anno (1971), mangaka en modeauteur
- Shoji Meguro (1971), componist en regisseur
- Kyoko Ina (1972), Amerikaans kunstschaatsster
- Hayato Hirose (1974), componist en dirigent
- Mayumi Ichikawa (1976), marathonloopster
- Norishige Kanai (1976), ruimtevaarder
- Hiroki Takahashi (1979), componist en trombonist

## 1980-heden

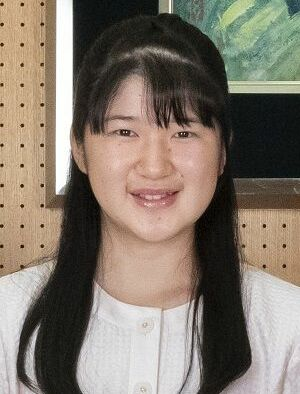
Prinses Aiko (2001)

- Rila Fukushima (1980), model en actrice
- Chica Umino (1980), mangaka
- Hitomi Kanehara (1983), noveliste
- Eleanor Matsuura (1983), actrice
- Tsutomu Narita (1984), componist, arrangeur en pianist
- Shunske Sato (1984), (alt)violist
- Akiko Hasegawa (1985), volleyballer en beachvolleyballer
- Tomonobu Yokoyama (1985-2024), voetballer
- Kazuya Kaneda (1987), zwemmer
- KOHH (1990), rapper
- Masato Kudo (1990-2022), voetballer
- Mako (1991), prinses
- Yoshinori Muto (1992), voetballer
- Kako (1994), prinses
- Kosuke Nakamura (1995), voetballer (doelman)
- Kanako Watanabe (1996), zwemster
- Daichi Hara (1997), freestyleskiër
- Rikako Ikee (2000), zwemster
- Aiko (2001), prinses
- Wakaba Higuchi (2001), kunstschaatsster
- Hisahito (2006), prins